# Manuel Francisco Artigas
Manuel Francisco Artigas (Montevideo, 21 de julio de 1769 – Montevideo, 12 de mayo de 1822) fue el hermano del caudillo José Gervasio Artigas y uno de los jefes de la Banda Oriental que permanecieron leales a la causa artiguista hasta el final.

## Biografía
Manuel Francisco Artigas había nacido el 21 de julio de 1769 en Montevideo, siendo su abuelo el capitán Juan Antonio de Artigas el primer militar permanente de la ciudad. Creció y se asentó en la región de Casupá en donde se encontraba al momento del levantamiento del 23 de abril de 1811, en donde partió con 300 gauchos armados desde su estancia en el Paso de los Troncos sobre el arroyo Casupá. 
Convocado por la “admirable alarma” no solo se unió a las fuerzas rebeldes sino que tuvo una decisiva participación en el este de la Banda Oriental, donde armó y organizó a la población.
En la Batalla de Las Piedras, librada el 18 de mayo de 1811 tuvo una brillante actuación ostentando el cargo de comandante de la segunda división de la infantería oriental. Lograda la victoria, Artigas le dejó la espada que clavara el capitán José Posadas como señal de rendición, y que recogiera el capellán Valentín Gómez.
En el cuadro pintado por Blanes e hijo, aparece a la izquierda de Artigas. En el artículo titulado “Las milicias de la patria vieja” el coronel de artillería Ángel Corrales Elhordoy escribe: “los artistas Juan Manuel Blanes y su hijo Juan Luis para representarlo utilizaron, sin duda, la miniatura de Manuel Antonio Artigas que conservaba la familia Ferreira-Artigas. 
De acuerdo con los datos de doña Josefa Rabia era morocho. “Tío Pepe y tía Martina eran muy blancos y tenían pelo castaño, tío Manuel (Francisco) y tío Chucho (José Nicolás) eran morenitos”.[cita requerida]
En 1816 lograda la derrota de los porteños, Artigas nombró a Manuel Francisco jefe de la que se llamó “el primer departamento”, zona comprendida entre la margen izquierda del río Santa Lucía y la amurallada Montevideo. 
En 1818 fue capturado por los portugueses y llevado a la Isla das Cobras.
Falleció en Montevideo en 1822.
Actualmente hay una sociedad tradicionalista con su nombre y un monolito emplazado en 1961 en la cabecera izquierda del puente sobre dicho arroyo recuerda el hecho. 
Hoy en día en la zona de Casupá existen descendientes de Manuel Francisco y José Gervasio Artigas. Algunos de estos mantienen su apellido principal Artigas y otros en segundo lugar como Larrascq Artigas. Se pueden apreciar los títulos de propiedades pertenecientes a estas familias como sucesión de Manuel y José Artigas.